# Premio al mejor Baloncestista Masculino del Año de la Pacific-12 Conference
El Premio al mejor Baloncestista Masculino del Año de la Pacific-12 Conference (en inglés, Pacific-12 Conference Men's Basketball Player of the Year) es un galardón que otorga la Pacific-12 Conference al jugador de baloncesto masculino más destacado del año. El premio fue entregado por primera vez en la temporada 1975–76, cuando la conferencia era conocida como Pacific-8. Dos jugadores han recibido el premio en dos ocasiones: David Greenwood de UCLA y Sean Elliott de Arizona. Dos freshmen (jugador de primer año) han ganado el premio: Shareef Abdur-Rahim de California y Kevin Love de UCLA. Solo ha habido un año con doble ganador a lo largo de la historia del galardón, en la temporada 1994-95.
Arizona es la universidad con más ganadores con diez, seguida de California y UCLA con siete. Entre la llegada de Arizona y Arizona State en 1978, y la entrada de Utah y Colorado en 2011, la conferencia comenzó a ser conocida con el nombre de Pacific-10.

## Ganadores

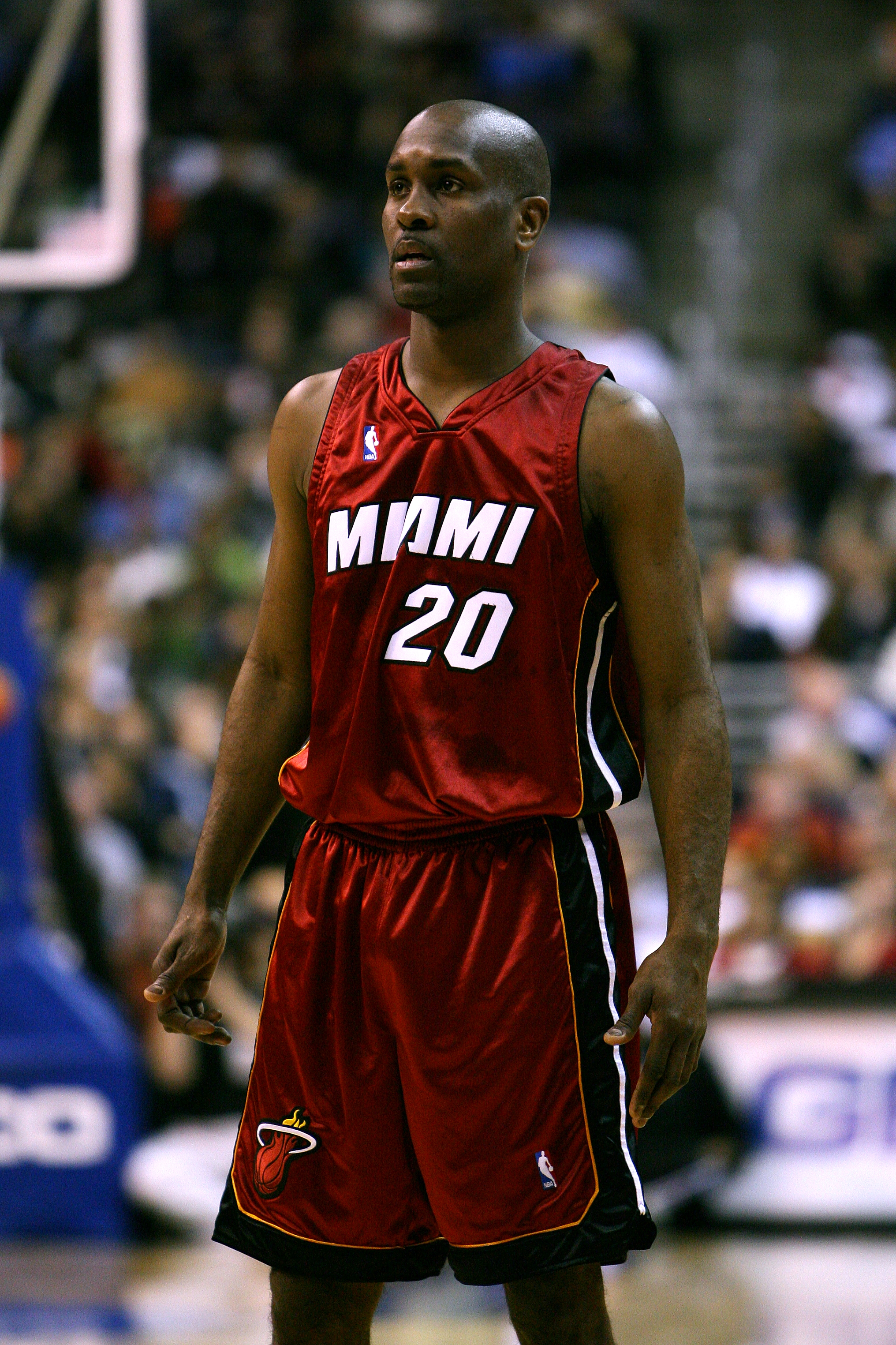
Gary Payton de Oregon State ganó el premio en 1990.

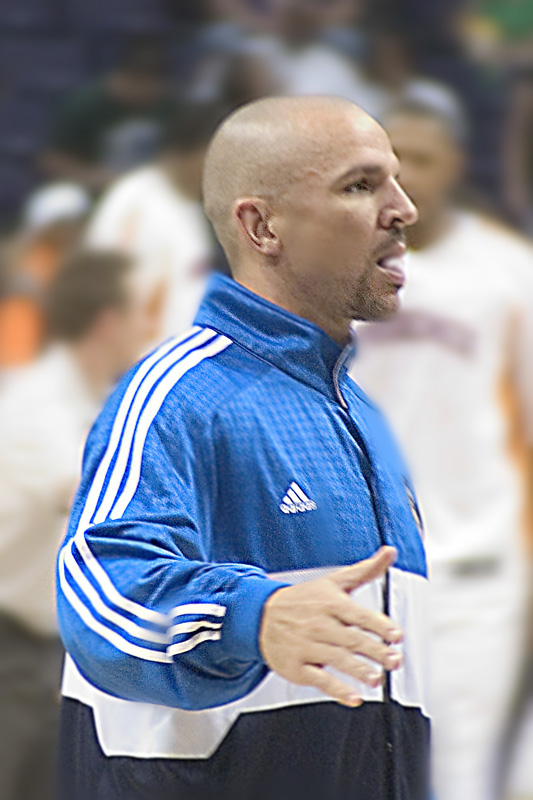
Jason Kidd de California ganó el premio en 1994.

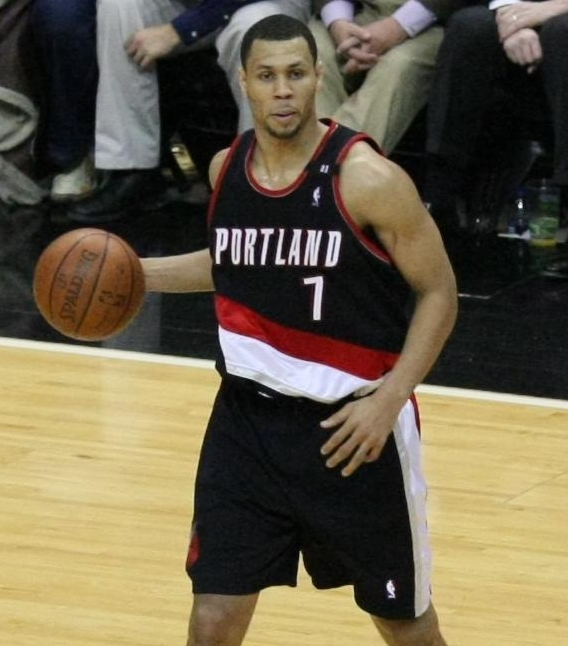
Brandon Roy de Washington ganó el premio en 2006.

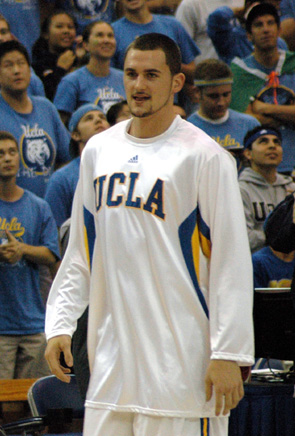
Kevin Love ganó el premio como freshman con UCLA en 2008.

| †           | Co-Jugadores del Año                                                                                                |
| *           | Ganador del premio al mejor universitario del año: el Naismith College Player of the Year o el John R. Wooden Award |
| Jugador (X) | Denota el número de veces que ha conseguido el galardón                                                             |

| Temporada | Jugador                                                       | Universidad                                                   | Posición                                                      | Curso                                                         | Referencia                                                    |
| --------- | ------------------------------------------------------------- | ------------------------------------------------------------- | ------------------------------------------------------------- | ------------------------------------------------------------- | ------------------------------------------------------------- |
| 1975–76   | Ron Lee                                                       | Oregon                                                        | Base/Escolta                                                  | Senior                                                        |                                                               |
| 1976–77   | Marques Johnson*                                              | UCLA                                                          | Ala-Pívot                                                     | Senior                                                        |                                                               |
| 1977–78   | David Greenwood                                               | UCLA                                                          | Ala-Pívot                                                     | Junior                                                        |                                                               |
| 1978–79   | David Greenwood (2)                                           | UCLA                                                          | Ala-Pívot                                                     | Senior                                                        |                                                               |
| 1979–80   | Don Collins                                                   | Washington State                                              | Alero                                                         | Senior                                                        |                                                               |
| 1980–81   | Steve Johnson                                                 | Oregon State                                                  | Pívot                                                         | Senior                                                        |                                                               |
| 1981–82   | Lester Conner                                                 | Oregon State                                                  | Base                                                          | Senior                                                        |                                                               |
| 1982–83   | Kenny Fields                                                  | UCLA                                                          | Alero                                                         | Junior                                                        |                                                               |
| 1983–84   | A. C. Green                                                   | Oregon State                                                  | Ala-Pívot                                                     | Junior                                                        |                                                               |
| 1984–85   | Wayne Carlander                                               | USC                                                           | Ala-Pívot                                                     | Senior                                                        |                                                               |
| 1985–86   | Christian Welp                                                | Washington                                                    | Pívot                                                         | Junior                                                        |                                                               |
| 1986–87   | José Ortiz                                                    | Oregon State                                                  | Pívot                                                         | Senior                                                        |                                                               |
| 1987–88   | Sean Elliott                                                  | Arizona                                                       | Alero                                                         | Junior                                                        |                                                               |
| 1988–89   | Sean Elliott (2)                                              | Arizona                                                       | Alero                                                         | Senior                                                        |                                                               |
| 1989–90   | Gary Payton                                                   | Oregon State                                                  | Base                                                          | Senior                                                        |                                                               |
| 1990–91   | Terrell Brandon                                               | Oregon                                                        | Base                                                          | Junior                                                        |                                                               |
| 1991–92   | Harold Miner                                                  | USC                                                           | Escolta                                                       | Junior                                                        |                                                               |
| 1992–93   | Chris Mills                                                   | Arizona                                                       | Alero                                                         | Senior                                                        |                                                               |
| 1993–94   | Jason Kidd                                                    | California                                                    | Base                                                          | Sophomore                                                     |                                                               |
| 1994–95†  | Ed O'Bannon*                                                  | UCLA                                                          | Alero                                                         | Senior                                                        |                                                               |
| 1994–95†  | Damon Stoudamire                                              | Arizona                                                       | Base                                                          | Senior                                                        |                                                               |
| 1995–96   | Shareef Abdur-Rahim                                           | California                                                    | Ala-Pívot                                                     | Freshman                                                      |                                                               |
| 1996–97   | Ed Gray                                                       | California                                                    | Escolta                                                       | Senior                                                        |                                                               |
| 1997–98   | Mike Bibby                                                    | Arizona                                                       | Base                                                          | Sophomore                                                     |                                                               |
| 1998–99   | Jason Terry                                                   | Arizona                                                       | Base                                                          | Senior                                                        |                                                               |
| 1999–00   | Eddie House                                                   | Arizona State                                                 | Escolta                                                       | Senior                                                        |                                                               |
| 2000-01   | Sean Lampley                                                  | California                                                    | Ala-Pívot                                                     | Senior                                                        |                                                               |
| 2001–02   | Sam Clancy                                                    | USC                                                           | Ala-Pívot                                                     | Senior                                                        |                                                               |
| 2002–03   | Luke Ridnour                                                  | Oregon                                                        | Base                                                          | Junior                                                        |                                                               |
| 2003–04   | Josh Childress                                                | Stanford                                                      | Escolta/Alero                                                 | Junior                                                        |                                                               |
| 2004–05   | Ike Diogu                                                     | Arizona State                                                 | Ala-Pívot/Pívot                                               | Junior                                                        |                                                               |
| 2005–06   | Brandon Roy                                                   | Washington                                                    | Escolta                                                       | Senior                                                        |                                                               |
| 2006–07   | Arron Afflalo                                                 | UCLA                                                          | Escolta                                                       | Junior                                                        |                                                               |
| 2007–08   | Kevin Love                                                    | UCLA                                                          | Ala-Pívot                                                     | Freshman                                                      |                                                               |
| 2008–09   | James Harden                                                  | Arizona State                                                 | Escolta                                                       | Sophomore                                                     |                                                               |
| 2009–10   | Jerome Randle                                                 | California                                                    | Base                                                          | Senior                                                        |                                                               |
| 2010–11   | Derrick Williams                                              | Arizona                                                       | Ala-Pívot                                                     | Sophomore                                                     |                                                               |
| 2011–12   | Jorge Gutiérrez                                               | California                                                    | Base                                                          | Senior                                                        |                                                               |
| 2012–13   | Allen Crabbe                                                  | California                                                    | Escolta                                                       | Junior                                                        | [ 1 ]                                                         |
| 2013–14   | Nick Johnson                                                  | Arizona                                                       | Escolta                                                       | Junior                                                        | [ 2 ]                                                         |
| 2014–15   | Joseph Young                                                  | Oregon                                                        | Base                                                          | Senior                                                        | [ 3 ]                                                         |
| 2015–16   | Jakob Pöltl                                                   | Utah                                                          | Ala-Pívot/Pívot                                               | Sophomore                                                     | [ 4 ]                                                         |
| 2016–17   | Dillon Brooks                                                 | Oregon                                                        | Alero                                                         | Junior                                                        | [ 5 ]                                                         |
| 2017–18   | Deandre Ayton                                                 | Arizona                                                       | Ala-Pívot                                                     | Freshman                                                      | [ 6 ]                                                         |
| 2018–19   | Jaylen Nowell                                                 | Washington                                                    | Escolta                                                       | Sophomore                                                     | [ 7 ]                                                         |
| 2019–20   | Payton Pritchard                                              | Oregon                                                        | Base                                                          | Senior                                                        | [ 8 ]                                                         |
| 2020–21   | Evan Mobley                                                   | USC                                                           | Pívot                                                         | Freshman                                                      | [ 9 ]                                                         |
| 2021–22   | Bennedict Mathurin                                            | Arizona                                                       | Escolta/Alero                                                 | Sophomore                                                     | [ 10 ]                                                        |
| 2022–23   | Jaime Jaquez Jr.                                              | UCLA                                                          | Escolta/Alero                                                 | Senior                                                        | [ 11 ]                                                        |
| 2023–24   | Caleb Love                                                    | Arizona                                                       | Escolta                                                       | Senior                                                        | [ 12 ]                                                        |
| 2024–25   | Se prevé que el baloncesto en la Pac-12 se reanude en 2026–27 | Se prevé que el baloncesto en la Pac-12 se reanude en 2026–27 | Se prevé que el baloncesto en la Pac-12 se reanude en 2026–27 | Se prevé que el baloncesto en la Pac-12 se reanude en 2026–27 | Se prevé que el baloncesto en la Pac-12 se reanude en 2026–27 |
| 2025–26   | Se prevé que el baloncesto en la Pac-12 se reanude en 2026–27 | Se prevé que el baloncesto en la Pac-12 se reanude en 2026–27 | Se prevé que el baloncesto en la Pac-12 se reanude en 2026–27 | Se prevé que el baloncesto en la Pac-12 se reanude en 2026–27 | Se prevé que el baloncesto en la Pac-12 se reanude en 2026–27 |

## Ganadores por universidad
| Universidad (en la Pac-12 desde) | Premios | Años                                                              |
| -------------------------------- | ------- | ----------------------------------------------------------------- |
| Arizona (1978)                   | 11      | 1988, 1989, 1993, 1995†, 1998, 1999, 2011, 2014, 2018, 2022, 2024 |
| UCLA (1959)                      | 8       | 1977, 1978, 1979, 1983, 1995†, 2007, 2008, 2023                   |
| California (1959)                | 7       | 1994, 1996, 1997, 2001, 2010, 2012, 2013                          |
| Oregon (1964)                    | 6       | 1976, 1991, 2003, 2015, 2017, 2020                                |
| Oregon State (1964)              | 5       | 1981, 1982, 1984, 1987, 1990                                      |
| USC (1959)                       | 4       | 1985, 1992, 2002, 2021                                            |
| Arizona State (1978)             | 3       | 2000, 2005, 2009                                                  |
| Washington (1959)                | 3       | 1986, 2006, 2019                                                  |
| Stanford (1959)                  | 1       | 2004                                                              |
| Utah (2011)                      | 1       | 2016                                                              |
| Washington State (1962)          | 1       | 1980                                                              |
| Colorado (2011)                  | 0       | —                                                                 |